# Lev Kobylinski
Pour les articles homonymes, voir Ellis.
Lev Kobylinski (en russe : Лев Львович Кобылинский), dont le pseudonyme est Ellis (en russe : Эллис), né le 2 août 1879 à Moscou et mort le 17 novembre 1947 à Locarno, est un poète russe, traducteur, théoricien du symbolisme russe, philosophe chrétien, historien de la littérature.

## Biographie
Lev Kobylinski est né à Moscou. Il est le fils illégitime du directeur d'un gymnasium masculin, Lev Polivanov. En 1902, il est diplômé de la faculté de droit de l'université de Moscou.
Avec Andreï Biély, il organise un cercle poétique ''Les Argonautes''. De 1904 à 1909, il collabore activement à la revue Vesy. En 1910-1917, ensemble avec Andreï Biély et Emili Metner, il fonde la maison d'édition Moussaget. Il émigre en Suisse en 1911. Comme son ami Biély, il se passionne pour l'anthroposophie et son créateur Rudolf Steiner, mais se convertit ensuite au catholicisme et entre dans l'ordre des jésuites. Il écrit en allemand sur la littérature et la philosophie.
Il meurt à Locarno en Suisse en novembre 1947.

## Conception du monde
Ellis a une conception chrétienne du monde qui n'est pas orthodoxe.
Il défend l'idée de la réincarnation, mais la pluralité des personnalités qui est liée à cette idée est selon lui le résultat du péché inhérent à la nature humaine.
Il considère le symbolisme comme la plus haute forme de la créativité. Il est partisan de l'individualisme aristocratique et admire Nietzsche.
L'intuition est pour lui l'essence de la contemplation symboliste. Cette contemplation peut être purement intellectuelle, artistique ou encore mystique.

## Ellis et Tsvetaïeva
Ellis est le personnage du premier grand poème narratif de la poétesse Marina Tsvetaïeva intitulé Le Magicien. Ce poème a été rédigé en 1914, mais n'a été publié pour la première fois qu'en 1976, à Paris. Ellis (Lev Kobylinski) s'est lié aux deux sœurs Marina et Anastassia Tsvetaïeva d'une amitié romantique dont les deux jeunes filles étaient flattées. Ellis était l'aîné de Marina de treize ans et d'Anastassia de quinze ans. Les deux sœurs étaient orphelines de leur mère Maria Alexandrova Meyn-Tsvetaeva (ru) depuis 1906 et leur père, le professeur Ivan Tsvetaev (en), était toujours à la recherche dans le monde de pièces pour le musée des Beaux-Arts de Moscou qui venait d'ouvrir ses portes. Le poète Ellis apportait du rêve et un peu de fantaisie aux deux sœurs solitaires. Dans ce poème, Marina Tsvetaeva transfigure les faits réels vécus avec Ellis et sa sœur dans un poème lyrique produit de son imaginaire.       

## Œuvres
Les poèmes d'Ellis sont écrits sous l'influence de Vladimir Soloviev, Valéri Brioussov, Andreï Biély et Constantin Balmont, et témoignent de sa recherche et de sa compréhension d'un monde religieux. Celles-ci proviennent de sa proximité dans l'enfance avec un monde plus spirituel que matériel, puis d'une vie imprégnée des conceptions religieuses du Moyen Âge.
Le critique littéraire Ettore Lo Gatto reconnaît la valeur de ses écrits sur le symbolisme. Il note qu'Ellis était admirateur de Baudelaire, de Rodenbach et qu'il a traduit en allemand les poésies de Vladimir Soloviev,.
Critique
- Les Immortelles (Иммортели), 1904
- Les symbolistes russes (Русские символисты), 1910
- Vigilemus (Vigilemus), 1914

Recueils de poésie
- Stigmates (Stigmata), 1911
- Apro : deux livres de vers et de poésie (Арго: Две книги стихов и поэма), 1914

Écrits philosophiques
- Platon und Solowjew, Mainz, 1926 (Platon et Soloviev)
- Christliche Weisheit, Basel, 1929 (Sagesse chrétienne)
- W.A. Joukowski, Paderborn, 1933
- Alexander Puschkin, der religiose Genius Russlands, Ölten, 1948 (Alexandre Pouchkine, le génie russe religieux)
- Le Royaume de Saint-Pierre (Царство святого Петра)

## Éditions
- Ellis: Poésie (Стихотворения.) édition Vodoleï à Tomsk, 1996.
- Ellis: Les symbolistes russes (Русские символисты), édition Vodoleï à Tomsk, 1996. 288 pages totales.
- Ellis: Inédits (Эллис: Неизданное и несобранное), édition Vodoleï à Tomsk, 2000. 460 pages
- Baudelaire, Les Fleurs du mal traduit par Ellis, édition Vodoleï à Tomsk (Бодлер Ш. «Цветы Зла» и стихотворения в прозе в переводе Эллиса. — Томск: Водолей, 1993. — 400 pages totales.)